# 32 Batalion WOP

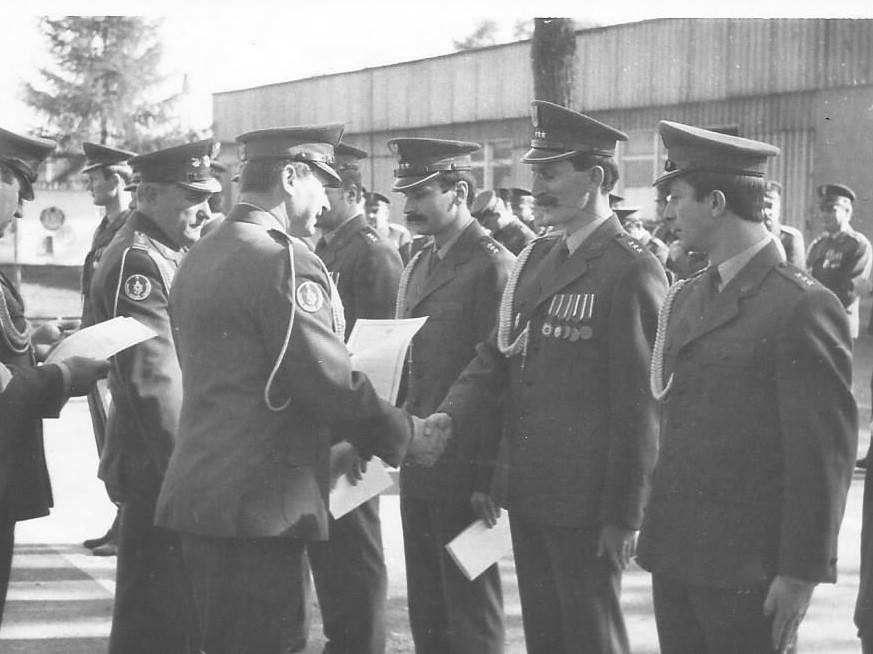
Szef sztabu Karpackiej Brygady WOP płk Marian Kowalski dekoruje wyróżnioną kadrę bg KaB WOP Nowy Targ i strażnic podczas uroczystej zbiórki z okazji Święta LWP (12 października 1987)

32 Batalion Wojsk Ochrony Pogranicza/Batalion Graniczny Karpackiej Brygady WOP w Nowym Targu – zlikwidowany samodzielny pododdział Wojsk Ochrony Pogranicza pełniący służbę na granicy polsko-czechosłowackiej.

## Formowanie i zmiany organizacyjne
Na podstawie rozkazu MBP nr 043/org z 3 czerwca 1950, na bazie 19 Brygady Ochrony Pogranicza, sformowano 3 Brygadę Wojsk Pogranicza, a z dniem 1 stycznia 1951 53 batalion Ochrony Pogranicza przemianowano na 32 batalion WOP w Nowym Targu JW 2403.
W 1976, w związku z przejściem na dwuszczeblowy system dowodzenia, rozwiązano batalion. W jego miejsce zorganizowano placówkę zwiadu i kompanię odwodową. Strażnice podporządkowano bezpośrednio brygadzie.
W lipcu 1983 w strukturach Karpackiej Brygady WOP odtworzono bataliony graniczne WOP w: Nowym Targu i Sanoku, w strukturach których funkcjonowały strażnice WOP .
Zarządzeniem nr 012 Komendanta Głównego Straży Granicznej z 7 maja 1991 w sprawie rozwiązania jednostek WOP oraz utworzenia jednostek organizacyjnych Straży Granicznej Minister Spraw Wewnętrznych polecił z dniem 16 maja 1991 rozwiązać Batalion Graniczny Karpackiej Brygady WOP w Nowym Targu istniejący według etatu nr 44/088 o stanie osobowym na okres „W” 511 żołnierzy i 8 pracowników cywilnych oraz na okres „P” 399 żołnierzy i 8 pracowników cywilnych.

## Struktura organizacyjna
W 1954 batalionowi podlegały:
- 187 strażnica WOP Szlachtowa
- 188 strażnica WOP Sromowce Niżne
- 189 strażnica WOP Kacwin
- 190 strażnica WOP Jurgów
- 191 strażnica WOP Łysa Polana
- 192 strażnica WOP Zakopane Kuźnica
  - PKPT Kasprowy Wierch.

W 1956 batalionowi podlegały:
- 1 strażnica WOP Szlachtowa
- 2 strażnica WOP Sromowce Niżne
- 3 strażnica WOP Kacwin
  - PKRT Niedzica
- 4 strażnica WOP Jurgów
  - PKMRG Jurgów
- 5 strażnica WOP Łysa Polana
  - PKRT Morskie Oko
- 5 strażnica WOP Zakopane Kuźnica
  - PKRT Kasprowy Wierch
- 7 Strażnica WOP Kiry.

Struktura organizacyjna na dzień 31.12.1959
- dowództwo i sztab – Nowy Targ
- 10 strażnica WOP III kategorii – Przywarówka
- 11 strażnica WOP III kategorii – Lipnica Wielka
- 12 strażnica WOP III kategorii – Chyżne
- 13 strażnica WOP II kategorii – Podczerwone
- 14 strażnica WOP IV kategorii – Witów
- 15 strażnica WOP II kategorii – Kiry
- 16 placówka WOP III kategorii – Zakopane
- 17 strażnica WOP III kategorii – Łysa Polana
- 18 strażnica WOP II kategorii – Jurgów
- 19 strażnica WOP III kategorii – Kacwin.

1 stycznia 1964 batalionowi WOP Nowy Targ podlegały:
- 6 strażnica WOP lądowa IV kategorii Lipnica Wielka
- placówka kontroli małego ruchu granicznego II kategorii Winiarczykówka
- 7 strażnica WOP lądowa IV kategorii Chyżne
- 8 strażnica WOP lądowa II kategorii Podczerwone
- placówka kontroli małego ruchu granicznego I kategorii Chochołów
- placówka kontroli małego ruchu turystycznego Chochołów
- 9 placówka WOP II kategorii Witów
- 10 placówka WOP III kategorii Zakopane
- 11 strażnica WOP lądowa IV kategorii Łysa Polana
- 12 strażnica WOP lądowa II kategorii Jurgów
- placówka kontroli małego ruchu granicznego I kategorii Jurgów
- 13 strażnica WOP lądowa IV kategorii Kacwin
- placówka kontroli małego ruchu granicznego I kategorii Niedzica
- placówka kontroli małego ruchu granicznego II kategorii Kacwin
- placówka kontroli małego ruchu turystycznego Niedzica
- 14 placówka WOP nr 14 II kategorii Czorsztyn
- placówka kontroli małego ruchu granicznego II kategorii Sromowce Wyżne.

W 1990 w strukturach batalionu granicznego Karpackiej Brygady WOP w Nowym Targu były:
- Strażnica WOP Czorsztyn
- Strażnica WOP Kacwin
- Strażnica WOP Jurgów
- Strażnica WOP Łysa Polana
- Strażnica WOP Zakopane
- Strażnica WOP Witów
- Strażnica WOP Podczerwone
- Strażnica WOP Chyżne.

## Dowódcy batalionu
- kpt. Jan Krasowski (1951)
- mjr Henryk Połowniak (do 1952)
- kpt. Władysław Czajer (od 1952)
- ppłk Tomczak (1972).